# 张玉珍
张玉珍（1964年12月—），女，汉族，河南商丘人，中华人民共和国学者、政治人物，中国农工民主党党员，現任福建師範大學教授、福建省环境科学研究院副院长。第十二届全国人民代表大会福建地区代表。

## 生平
毕业于新疆农业大学水利工程专业。2013年，担任全国人大代表。2018年2月24日，当选为第十三届全国人大代表。